# Temporales Teatrales
Los Temporales Internacionales de Teatro —conocido como Temporales Teatrales— es un festival de teatro de Chile que se realiza anualmente desde 1992 en la ciudad de Puerto Montt.

## Historia
Los Temporales Teatrales fueron creados en enero de 1992 por el dramaturgo Mauricio de la Parra, bajo el nombre original de «Jornadas Culturales de Puerto Montt», con el apoyo del alcalde de la época, Maximiliano Uribe. Durante los primeros dos años se realizaba un festival en verano y otro en invierno. Desde 1994 se optó por hacerlo una vez al año, en el mes de julio.
En 1996 las «Jornadas» cambian a su actual nombre, y se invita por primera vez a compañías extranjeras. 
En 2008 Mauricio de la Parra fue galardonado por la Universidad de Chile con la «Medalla al Mérito Cultural Profesor Pedro de la Barra», por su gestión del festival y su aporte a la descentralización de la cultura en el país. 
El fallecimiento de Mauricio de la Parra en agosto de 2011 cerró un capítulo fundamental en la historia de los Temporales, pero su legado y la impronta de su visión perduraron, siendo un referente para la Corporación Cultural de Puerto Montt (CCPM), entidad que desde el año 2013 tomó la organización del evento, tras votación del Consejo Municipal de Puerto Montt.
La consolidación de la CCPM como entidad gestora, bajo la dirección ejecutiva de Marcelo Utreras fue un pilar fundamental para la profesionalización y la expansión ambiciosa del festival. Su liderazgo se extendió por más de una década, guiando el festival a través de numerosas ediciones, incluyendo la XXXIV (2023) y la XXXV (2024), y consolidando su posición como uno de los eventos escénicos más importantes del país. Bajo su dirección el festival asumió nuevos desafíos: como la realización de una convocatoria nacional abierta en la que participan compañías de todo el país, democratizando la participación de las compañías de teatro en el festival, al que anteriormente solo se accedía  a través de una invitación directa de la su director Mauricio de la Parra, además a su ya robusta programación artística, se comenzó a incluir actividades anexas al festival, como la realización de talleres formativos, dirigidos a trabajadores de las artes escénicas de la región, con la finalidad de ofrecerles espacios para perfeccionarse. Así mismo se comenzó a desarrollar un trabajo con las audiencias, creando  la Escuela de Espectadores, en colaboración con la Fundación Territorio Teatral, con el propósito de acercar las audiencias al teatro.
El éxito y la resiliencia de los Temporales durante este período (2013 – 2025) se explican, en gran medida, por una robusta red de colaboración interinstitucional. El apoyo inicial y continuo de la Municipalidad de Puerto Montt se vio fortalecido por la alianza estratégica con la Universidad de Chile desde 1999 , que aportó no solo legitimidad académica y cultural, sino también acceso a redes y, potencialmente, a recursos humanos y artísticos, como la participación de sus elencos. La incorporación de Televisión Nacional de Chile (TVN) como colaborador desde el año 2000 garantizó una mayor difusión y visibilidad a nivel nacional, mientras que el Gobierno Regional de Los Lagos también se constituyó en un soporte financiero y logístico importante. Este ecosistema de apoyo, que articulaba al municipio, la CCPM, la academia, medios de comunicación estatales y el gobierno regional, creó una base sólida que fue fundamental para la continuidad, el crecimiento y la capacidad de superar los desafíos inherentes a la gestión cultural en regiones.

La trigésima versión de los Temporales Teatrales se realizó del 5 al 27 de julio de 2019, y contó con un amplio programa de más de 120 funciones repartidas entre el Teatro Diego Rivera, el Centro Cívico Mirasol y la Escuela Rural de Alerce. También hubo presentaciones en las ciudades de Calbuco, Ancud, Castro y Bariloche.

## Programa
Durante julio de cada año se presenta una obra diferente por día, con la participación de compañías de todo el mundo en el teatro de la Casa del Arte Diego Rivera siendo la entrada gratuita a todo el público. 
El trabajo de la organización está destinado a brindar la posibilidad a cada persona de mejorar su calidad de vida, animándoles a descubrir y explorar un mundo más amplio y sorprendente, logrando un nivel de existencia distinto y fascinante; siendo el teatro una herramienta para alcanzar este objetivo.